# كريستينا كارلسون (متزلجة)
كريستينا كارلسون (بالسويدية: Christina Karlsson)‏ هي متزلجة سويدية، ولدت في 3 يونيو 1946 في Hällefors Municipality ‏ في السويد.

## وصلات خارجية
- كريستينا كارلسون على موقع SpeedSkatingBase.eu (الإنجليزية)
- كريستينا كارلسون على موقع SpeedSkatingNews.info (الإنجليزية)
- كريستينا كارلسون على موقع SpeedSkatingStats.com (الإنجليزية)
- كريستينا كارلسون على موقع اللجنة الأولمبية الدولية (الإنجليزية)
- كريستينا كارلسون على موقع أوليمبيديا (الإنجليزية)
- كريستينا كارلسون على موقع اللجنة الأولمبية السويدية (السويدية)